# Тіматі
Тимур Ільдарович Юнусов (тат. Тимур Илдар улы Юнусов; нар. 15 серпня 1983, Москва, РСФСР), сценічниq псевдонім Тіматі — російський виконавець татарсько-єврейського походження, музичний продюсер, актор і підприємець, випускник російської «Фабрики зірок 4». Заслужений артист Чечyні (2014). Підтримує путінський режим та війну Росії проти України. Фігурант бази «Миротворець».
Співпрацював з такими американськими виконавцями, як: Snoop Dogg, Busta Rhymes, Дідді та його гуртом Diddy - Dirty Money, Xzibit, Маріо Вайненс, Fat Joe, Ів, Крейг Девід, Timbaland і Flo Rida.
«Welcome to St. Tropez (DJ Antoine Remix)» — зреміксована швейцарським DJ Antoine версія пісні «Welcome to St. Tropez» потрапила до багатьох російських і європейських чартів, а також має 133 млн переглядів на YouTube.
У червні 2012 року відбувся реліз першого англомовного альбому Тіматі — «Swagg», тоді ж вийшов кліп «ДавайДопобачення» за участю інших реперів.

## Життєпис

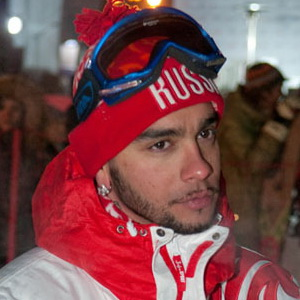
Тіматі на четвертому Кубку Audi зі слалому серед зірок 30 січня 2010

Батьки — батько Ільдар Юнусов, бізнесмен; мати Симона Яківна, до шлюбу Червоморська. Має татарське та єврейське походження.

### До «Фабрики зірок»
Народився 15 серпня 1983 року в Москві. Дитинство провів на Проспекті Миру.
1998 року, коли йому було 14-15 років, Тіматі (тоді — Тімоті) заснував гурт VIP77. У 1999 працював бек-МС у Децла.

### 2004
- Участь у проекті «Фабрика зірок 4». Тоді йому було 20-21 років.
- Утворення гурту «Банда».
- Розпад гурту VIP77.
- Відкриття клубу B-Club.

### 2005
Відродження колективу VIP77 з новим складом. Гурт проіснував недовго, 2006-го розпався. Деякі учасники перейшли на лейбл Тіматі Black Star.

### 2006
- Виходить дебютний сольний альбом Тіматі Black Star.
- Організувався продюсерський центр Black Star Inc.. Так з'явилася колекція одягу «Black Star by TIMATI», зорієнтована на R'n'B- і хіп-хоп-молодь.

### 2007
- У ДТП загинуло двоє близьких друзів Тіматі — Ратмір Шишков і Deema.
- Виходить у світ трек «Брудні шл*шки», спільно з Богданом Титомиром і Джиганом; гострайтер — Міша Крупін.
- Перший сольний концерт Тіматі в клубі «Жара», організований Phlatline.
- Організація Першого Міжнародного Конкурсу соул & R'n'B — музики «Vерсія 0.1».
- Саме цього року записано треки з Fat Joe, Nox[5] та Xzibit[6].

### 2008
- Виходить ремікс Тіматі на пісню DJ Smash «Moscow Never Sleeps». Також записано кліп (режисер Резо Гігінешвілі).
- Виходить кліп «Не сходи с ума» на однойменний трек з альбому Black Star (режисер Костянтин Черепков).
- Виходить трек «Forever» з артистом лейблу Bad Boy Records Маріо Вайненсом. Також на нього знято кліп (режисер Резо Гігінешвілі).
- Спільно з компанією Sprandi вийшла перша лінія спортивного одягу «TS Timati for Sprandi», презентація якої відбулася на Russian Fashion Week у Москві.
- Тіматі стає персонажем мобільної гри «Весь світ проти Тіматі» («Тіматі Incide»), яку розробив провайдер мобільних розваг «Ириком», спільно з командою розробників ігор з компанії PageNet.

### 2009
- Вийшло 3 сингли з альбому The Boss — Welcome to St. Tropez (режисер Костянтин Черепков), «Groove On» (feat. Snoop Dogg) (режисер Павло Худяков), «Однокласниця». На всі ці сингли записано кліпи. Сингл «Love You» (feat. Busta Rhymes & Mariya) вийшов безпосередньо після виходу альбому The Boss. На нього також відзнято кліп.
- 13 листопада в московському клубі Milk відбулася презентація другого альбому Тіматі The Boss. Одночасно, почалися продажі альбому в музичних магазинах Росії та СНД.
- 12 липня в автокатастрофі загинув друг і соратник Тимура по роботі в Black Star inc. DJ Dlee.
- Навесні під час проходження медкомісії у військкоматі лікар-психіатр поставив йому позначку «Психічно неврівноважений», через що його не взяли в армію[7][8].

### 2010
- Вийшов кліп «Час» (Худяков production) на однойменний трек з альбому The Boss.
- В Інтернеті з'явився трек «Foreign Exchange» артиста S.A.S. Трек записано спільно з Тіматі, Cam'ron і Fler.
- Тіматі також заявляв, що у 2010 році вийде його мікстейп, в якому він «відірветься по повній».
- 23 березня в Маямі на DJ — конференції представлено спільний трек Лорана Вульфа і Тіматі, який повинен увійти до нової платівки Лорана. Тіматі вказав, що він стане головним синглом нового альбому Лорена.
- У квітні вийшов кліп на пісню «Скільки коштує любов», режисером кліпу став Павло Худяков.
- 1 червня відкрився перший магазин одягу від Тіматі. У цей же день Тимур провів великий благодійний концерт, за участю DJ Smash, Сергія Лазарєва і гурту «Непосиди».

### 2012
- Записався в агітаційному ролику за Путіна у президентській кампанії 2012.
- Став послом Універсіади 2013, яка пройшла в Казані.
- 12 жовтня відбулась презентація відеокліпу «Sex in the Bathroom» в клубі Posh Friends, на якій Тіматі спільно з Крейгом Девідом наживо виконали трек.
- 29 листопада 2012 року — сольний концерт Тіматі під назвою «#ДавайДопобачення» в Crocus City Hall (Москва), який підводить підсумок 10 років артиста на сцені[9].

### 2013
- На початку лютого відбулися зйомки кліпу на саундтрек до фільму «Однокласники.ru» за участю Snoop Dogg. Режисер Павло Худяков.
- 28 жовтня вийшов четвертий студійний альбом 13.

Також цього року Тіматі знявся у фільмі «Одноклассники.ru: НаCLICKай удачу».

### 2014
- Тіматі озвучив кримінального авторитета Тремейна в російській версії фільму «13-й район: Цегляні маєтки», якого в оригіналі озвучив репер RZA[10]
- У березні у Тіматі і його дівчини Альони Шишкової, з якою вони познайомилися 2013 року, народилася дочка Аліса.
- Тіматі став одним з членів журі в шоу «Хочу до Меладзе».
- Удостоєний звання Заслужений артист Чеченської Республіки (11 листопада 2014) указом глави Чечні Рамзана Кадирова.
- Тіматі випустив свій власний фільм «Капсула».
- Вийшов трек «Борода», спільно з MC DONI.
- Вийшов кліп на пісню «Понти» з альбому «13».
- Вийшов трек спільно з Natan, «Дівчинка Бомба»

### 2015
- Виходить трек спільно з Natan, «Чуєш, ти чого така зухвала?» (рос. «Слышь, ты чё такая дерзкая?»)
- Виходить трек спільно з L'One, «Утьосов»
- Проходить тур «ГТО» по Росії спільно з L'One.
- Вийшов кліп спільно з Zaka «Pishpek — razrulit».
- Вийшов кліп спільно з L'One, «Наостанок я скажу» (рос. «Напоследок я скажу?»).
- Вийшов кліп спільно з L'One і Павлом Мурашовим, «Ще до старту далеко» (рос. «Ещё до старта далеко»).
- Вийшов трек «Баклажан». Крім треку також відзнято кліп.
- Виходить трек спільно з Саша Чест, «Мій найкращий друг, це президент Путін» (рос. «Мой лучший друг, это президент Путин»).
- Виходить трек і кліп спільно з Павлом Мурашовим, «Додому» (рос. «Домой»).

## Особисте життя
У 2004—2006 роках зустрічався зі співачкою Алексою. Зустрічався з Альоною Шишковою (нар.. 12 листопада 1992) — друга віце-міс Росії 2012 року.
Від січня 2014 року перебував к стосунках із моделлю Анастасією Решетовою. Вона з'явилася в його кліпах «Зеро» та «Ключі від Раю». 16 жовтня 2019 року в пари народився син Ратмір. Восени 2020 року пара розлучилась.
Є дочка Аліса (нар. 19 березня 2014), син Ратмір (нар. 16 жовтня 2019).

## Розслідування
13 червня 2025 року СБУ заочно повідомила Юнусову про підозру, його звинуватили в сприянні російській пропаганді, підтримці війни проти України та спробах легітимізації окупації Криму.

## Санкції
Юнусов підтримує пропагандиський режим Росії та війну проти України, проти нього діють санкційні обмеження. 19 жовтня 2022 року внесений до санкційних списків України.
У травні 2022 року Латвія заборонила Тіматі в'їзд до країни через підтримку вторгнення Росії в Україну та виправдання російської агресії.

## Критика
Професійні музичні критики звинувачують Тіматі у вторинності його творчості в порівнянні із західними артистами. Неодноразово Тіматі був викритий у явному плагіаті: так, наприклад, на альбомі Black Star він узяв інструментал від гурту Clipse і підніс як власну композицію «Зомбі», а трек «Наодинці» з альбому The Boss виявився простим перекладом пісні Каньє Веста «Welcome to Heartbreak», який пройшов невелике аранжування і адаптацію під російського слухача.
Артемій Троїцький, аналізуючи російську поп-сцену, дійшов до висновку, що «Популярність таких виконавців, як <…> Тіматі, — результат масового навіювання і рекламного гіпнозу».
Так само Тіматі ставав об'єктом критики з боку представників реп/хіп-хоп — спільноти. Зокрема, відомий біф з Владом Валовим і Bad Balance, викликаний кавер-версією треку «Сука-любов» у виконанні Тіматі і Домініка Джокера.
2014 року Тіматі був об'єктом глузування з боку представника реп/хіп-хоп — культури на ім'я M.ASON, який публічно викликав його на батл і випустив 2 треки, дисс на Black Star і Timati, у версіях треків «Не покаже цього Телевізор» і «Чортів Шоу Біз» на альбомі «Колись ти зрозумієш», що вийшов того ж року в iTunes.
Запущена у листопаді 2017 вебстудія «Black Star» скопіювала свій сайт та фото одного з «розробників» з бразильського вебагентства «Super Duper Studio». Після викриття плагіату вкрадені елементи було прибрано з сайту, а менеджер студії відмовився давати коментарі.
У березні 2019 року Тіматі представив бездротові навушники від власного бренду Black Star, аналогічні дешевому гаджету з онлайн-магазину AliExpress. Навушники від Black Star коштують сім тисяч рублів, хоча користувачі відзначили, що на AliExpress є такі ж, але за ціною за дві тисячі. Після цього Тіматі закрив коментарі до запису.
У вересні 2019 року спільний кліп Тіматі і Guf, присвячений Москві, набрав на YouTube рекордні для російського сегмента півтора мільйона дизлайків. Так, користувачі звинуватили реперів у продажності, зокрема за рядки «не ходжу на мітинги і не втираю дичину», «хлопну бургер за здоров'я Собяніна» і «те саме місто, що не проводить гей-паради». Через кілька днів кліп був видалений. Сам Тіматі заявив, що хотів зробити подарунок місту. Генеральний директор Black Star Павло Кур'янов також пояснив, що це була чиста ініціатива і ніхто з мерії Москви не просив їх знімати кліп.

## Політичні погляди
Тіматі негативно ставиться до української Революції Гідності, що висловлено в одній з його пісень.
2015 року випустив пісню і кліп «Мій найкращий друг — Президент Путін».
У 2022 році підтримав вторгнення Росії в Україну.
18 березня 2022 року Тіматі виступив у «Лужниках» на мітингу-концерті на честь річниці анексії Криму під назвою «ZA мир без нацизма! ZA Росию! ZA президента!».
У вересні 2022 року після оголошення в Росії мобілізації на війну з Україною Тіматі виїхав до Узбекистану.

## Дискографія

### Студійні альбоми
- 2006 — Black Star
- 2009 — The Boss
- 2012 — SWAGG
- 2013 — 13
- 2014 — Reload (лише для Японії)[33]
- 2014 — Аудио Капсула EP
- 2016 — «Олимп»
- 2020 — «Транзит»

## Нагороди, звання

### 2014
- Заслужений артист Чечні. Звання, яке указом від 11 листопада 2014 року надав Рамзан Кадиров.
- Премія RU.TV
  - Найкращий RNB проект (Тіматі, L'One і Сергій Мазаєв — «GQ»)[34]

### 2014 World Music Awards
- Best Russian Artist
- Best RnB Artist of Russia

### 2013Золотий Грамофон
- Лауреат премії за трек «Лондон» з Григорієм Лепсом[35]

### 2013 Премія RU TV
- Найкращий дует («Лондон» з Григориєм Лепсом)

### 2011 Премія RU TV
- Найкращий хіп-хоп-хіт (Я буду ждать)

### 2011Премія Муз-ТВ
- Найкраще відео (I'm on You з P.Diddy)

### 2010Премія Муз-ТВ
- Найкращий хіп-хоп-проект
- Найкращий альбом (The Boss)
- Найкраще відео (Love You)

### 2009 Золотий Грамофон
- Лауреат премії за трек DJ Smash і Тіматі «Moscow Never Sleeps…»

### 2008 MTV RMA
- Найкращий клубний проект за клуб Black Star Club

### 2008 Золотий Грамофон
- Лауреат премії за трек DJ Smash і Тіматі «Я люблю тебя…»

### 2008 World Fashion Awards
- Fashion R'n'B-проект

### 2007 Night Life Awards
- Найкращий клубний персонаж року

### 2007 World Fashion Awards
- Найкращий R'n'B-виконавець

### 2003 Night Life Awards
- Найкращий клубний хіт (VIP77 «Фієста»)

## Фільмографія
- 2005 — «Чоловічий сезон: Оксамитова революція» — Супер-Федя
- 2006 — «Спека» — камео
- 2006 — «Яппі на пикапі» — камео
- 2007 — «Любов — не шоу-бізнес» (серіал) — камео
- 2008 — «Татусеві доньки» (серіал, 126-та серія) — камео
- 2008 — «Гітлер капут!» — 50 Бундес Шиллінгів
- 2009 — «Червона шапочка» — байкер
- 2010 — «Як козаки…»
- 2013 — «Одноклассники.ru: НаCLICKай удачу» — камео
- 2014 — «Капсула»  — камео
- 2015 — «Зеро» камео
- 2016 — «Russian Hip Hop Beef» — камео
- 2019 — «Жара» — камео
- 2019 — «Мафия» — Тимур Суренович/камео
- 2020 — «Мафия 2» — Тимур Суренович/камео